# Lladroviq
Lladroviq / Ladrović (cyr. Ладровић) – wieś w Kosowie, w regionie Prizren, w gminie Malishevë/Mališevo. W 2011 roku liczyła 1066 mieszkańców. 